# Sidney Buchman
Sidney Robert Buchman (n. 27 martie 1902, Duluth, Minnesota, SUA – d. 23 august 1975, Cannes, Provence-Côte d'Azur, Franța) a fost un scenarist și producător de film american, care a colaborat la realizarea a aproximativ 40 de filme de la sfârșitul anilor 1920 și până la începutul anilor 1970. El a obținut patru nominalizări la premiile Oscar și a câștigat un singur premiu pentru cel mai bun scenariu pentru comedia romantică Here Comes Mr. Jordan (1941), împreună cu Seton I. Miller.

## Biografie
S-a născut într-o familie evreiască din Duluth, Minnesota și a urmat studii la Universitatea Columbia, unde a fost un membru al Philolexian Society. A îndeplinit funcția de președinte al Screen Writers Guild of America (asociația scenariștilor americani) în perioada 1941-1942. Buchman a fost unul dintre cei mai de succes scenariști de la Hollywood în anii 1930 și 1940.
În această perioadă el a scris scenariile următoarelor filme:  The Right to Romance (1933), She Married Her Boss (1935), The King Steps Out (1936), Theodora Goes Wild (1936) și Holiday (1938). A fost nominalizat la Premiul Oscar nominalizări pentru scenariile filmelor Domnul Smith merge la Washington (1939), The Talk of the Town (1942), și Jolson Sings Again (1949) și a câștigat un premiu Oscar pentru Here Comes Mr. Jordan (1941). În această perioadă el a colaborat, de asemenea, la diverse filme, fără a fi menționat pe generic. În 1965 i s-a decernat Premiul Laurel de către asociația Writers Guild of America, West.
Refuzul lui Buchman de a furniza numele membrilor Partidului Comunist din SUA către Comitetul pentru Activități Antiamericane al Camerei Reprezentanților a determinat acuzarea lui de sfidarea Congresului. Buchman a fost amendat, a primit o sentință de 1 an cu suspendare și apoi a fost pus pe lista neagră de către șefii studiourilor de film de la Hollywood.
El a reveni la scenaristică în anii 1960, când a colaborat la scrierea scenariilor filmelor Cleopatra (1963) și The Group (1966).

## Viața personală
Buchman a fost căsătorit de două ori și are o fiică, Susanna Silver, cu prima lui soție. Nepoata și nepotul lui sunt Amanda Silver și respectiv Michael B. Silver. A murit în orașul său adoptiv, Cannes, pe data de 23 august 1975, la vârsta de 73 de ani.

## Filmografie selectivă
- The Music Goes 'Round (1936)
- The King Steps Out (1936)
- The Howards of Virginia (1940)

## Premii și nominalizări
| An   | Premiu                                            | Categorie                                                                                                  | Filmul pentru care a fost nominalizat | Rezultat     |
| ---- | ------------------------------------------------- | --- | ------------------------------------- | ------------ |
| 1940 | Ediția a 12-a a Premiilor Oscar                   | Cel mai bun scenariu adaptat                                                                               | Domnul Smith merge la Washington      | Nominalizare |
| 1942 | Ediția a 14-a a Premiilor Oscar                   | Cel mai bun scenariu adaptat (împărțit cu Seton I. Miller)                                                 | Here Comes Mr. Jordan                 | Câștigat     |
| 1943 | Ediția a 15-a a Premiilor Oscar                   | Cel mai bun scenariu adaptat (împărțit cu Irwin Shaw)                                                      | The Talk of the Town                  | Nominalizare |
| 1950 | Ediția a 22-a a Premiilor Oscar                   | Cel mai bun scenariu original                                                                              | Jolson Sings Again                    | Nominalizare |
| 1950 | Ediția a 2-a a Premiilor Writers Guild of America | Cel mai bun scenariu al unui musical                                                                       | Jolson Sings Again                    | Nominalizare |
| 1952 | Ediția a 4-a a Premiilor Writers Guild of America | Cel mai bun scenariu al unui film referitor la problemele teatrului american (împărțit cu Millard Lampell) | Saturday's Hero                       | Nominalizare |

Sidney Buchman a obținut Premiul Laurel pentru realizări de o viață în scrierea scenariilor la cea de-a 17-a ediție a Premiilor Writers Guild of America pe data de 17 martie 1965.

## Legături externe
- Sidney Buchman la Internet Movie Database